# Juliusz Wirtemberski (książę oleśnicki)
Juliusz Zygmunt Wirtemberski (ur. 18 sierpnia 1653 w Oleśnicy, zm. 15 października 1684 w Dobroszycach) – książę oleśnicki.
Syn księcia Sylwiusza Wirtemberskiego i Elżbiety Marii Podiebrad. W 1664 roku umarł jego ojciec rządy opiekuńcze przejęła matka.
22 sierpnia 1673 roku doszło do podziału księstwa między synów Elżbiety: Sylwiusz otrzymał część oleśnicką, Krystian otrzymał część bierutowską, zaś najmłodszy Juliusz otrzymał część dobroszycką. Jednak w związku z tym, że Juliusz był niepełnoletni, częścią tą do swojej śmierci w 1686 rządziła Elżbieta.
4 października 1677 roku ożenił się z Anną Zofią von Mecklenburg-Schwerin. Mieli troje dzieci:
- Marię Zofię (1677-1678)
- Leopolda Fryderyka (1679-1681)
- Karola (1681-1745)

Juliusz umarł w 1684 roku, jego matka rządziła nadal w dobroszyckiej części księstwa, tym razem w imieniu małoletniego Karola. Elżbieta zmarła w 1686 roku.